# 上海国際金融中心
上海国際金融中心（英語: Shanghai IFC、中国語: 上海国际金融中心）とは、上海市浦東新区にある総合商業ビルである。

## 概要
2つの高層ビルとショッピングモール、その前にある広場で構成されている。ショッピングモールにはエルメス、ルイ・ヴィトン、シャネル、グッチなど、多くの高級ブランドが店を構える。上海初のApple StoreとなるApple浦東新区もあり、その出入り口からは東方明珠を見ることもできる。

## 立地
上海市浦東新区の陸家嘴にある。上海のランドマークである、東方明珠や上海中心（上海タワー）の周辺にあり、観光地付近の立地である。
総面積は40万平方メートルで、オフィスビルは21万平方メートル、ホテルは9万平方メートル、ショッピングモールは10万平方メートルである。南のビルは高さ249.9メートル（53階）、北のビルは259.9メートル（56階）、ショッピングモールの高さは85メートルである。